# Alvin Lucier
Alvin Lucier   (Nashua, 14 de maig de 1931 - Middletown, 1 de desembre de 2021) va ser un compositor estatunidenc de música experimental i instal·lacions sonores que exploren fenòmens acústics i percepció auditiva.
Lucier, durant molts anys professor de música a la Universitat de Wesleyan, va formar part de la influent Sonic Arts Union, que incloïa Robert Ashley, David Behrman i Gordon Mumma. Gran part de la seva obra està influenciada per la ciència i explora les propietats físiques del so en si: la ressonància dels espais, la interferència de fase entre tons afinats i la transmissió del so a través de suports físics.

## Primers anys
Lucier va néixer a Nashua, Nova Hampshire. Es va formar a les escoles públiques i parroquials de Nashua i a la Portsmouth Abbey School, la Universitat Yale i la Universitat de Brandeis. El 1958 i el 1959, Lucier va estudiar amb Lukas Foss i Aaron Copland al Tanglewood Center. El 1960, Lucier va marxar a Roma amb una beca Fulbright, on es va fer amic del compositor expatriat estatunidenc Frederic Rzewski i va ser testimoni de les actuacions de John Cage, Merce Cunningham i David Tudor que van proporcionar alternatives convincents a la seva formació clàssica. Va tornar de Roma el 1962 per ocupar un lloc a Brandeis com a director del Cor de Cambra de la Universitat, que presentava obres vocals clàssiques al costat de composicions modernes i nous encàrrecs.
En un concert de Chamber Chorus del 1963 a l'Ajuntament de Nova York, Lucier va conèixer Gordon Mumma i Robert Ashley, compositors experimentals que també eren directors del Festival ONCE, un esdeveniment anual multimèdia a Ann Arbor, Michigan. Un any més tard, Mumma i Ashley van convidar el Chamber Chorus al Festival ONCE; i, el 1966, Lucier va respondre convidant Mumma, Ashley i l'amic comú David Behrman a Brandeis per a un concert d'obres dels quatre compositors. Basant-se en l'èxit d'aquest concert, Lucier, Mumma, Ashley i Behrman van iniciar una gira pels Estats Units i Europa amb el nom de Sonic Arts Group (a proposta d'Ashley, el nom es va canviar posteriorment a Sonic Arts Union). Més que un col·lectiu musical que un quartet adequat, la Sonic Arts Union presentava obres de cadascun dels seus membres, compartint equips i ajudant-los quan calgués. Actuant i fent gires junts durant una dècada, la Sonic Arts Union va quedar inactiva el 1976.
El 1970, Lucier va deixar Brandeis cap a la Universitat de Wesleyan. El 1972, Lucier es va convertir en director musical de la Viola Farber Dance Company, càrrec que va ocupar fins al 1979.

## Obres
Tot i que Lucier havia compost obres de cambra i orquestrals des de 1952, el compositor i els seus crítics consideren la seva composició de 1965 Music for Solo Performer com el començament correcte de la seva carrera compositiva.

### I Am Sitting in a Room
Una de les obres més importants i conegudes de Lucier és I Am Sitting in a Room (1969), en què Lucier s'enregistra a si mateix narrant un text i, a continuació, reprodueix la gravació a la sala i la torna a gravar. A continuació, es reprodueix i es torna a gravar la nova gravació i es repeteix aquest procés. Com que cada àrea tancada té una ressonància característica (per exemple, entre una sala gran i una habitació petita), l'efecte és que certes freqüències s'accentuen gradualment a mesura que ressonen a la sala, fins que finalment les paraules es tornen inintel·ligibles, substituïdes per les harmonies de ressonància pura. i els tons de la pròpia habitació. El text recitat descriu aquest procés en acció. Comença: “Estic assegut en una habitació, diferent de la que es troba ara. Estic enregistrant el so de la meva veu parlant ... ”, i conclou amb“ considero aquesta activitat no tant com una demostració d'un fet físic, sinó com una manera de suavitzar les irregularitats que pugui tenir el meu discurs ”, referint-se a la seva tartamudeig propi. Es tracta d'un treball primordial sobre el Generation loss, que va inspirar altres artistes a emular-la. Va servir, almenys en part, com a inspiració del projecte The Generation Loss.

### Altres peces clau
Altres peces clau inclouen North American Time Capsule (1966), que va utilitzar un prototip de vocoder per aïllar i manipular elements de parla; Music On A Long Thin Wire (1977), en què un fil de piano s'encén per una habitació i s'activa mitjançant un oscil·lador amplificat i imants a cada extrem, produint tons i sons canviants; Crossings (1982), en què els tons es reprodueixen a través d'una ona sinusoidal que augmenta constantment i produeix batecs d'interferència; Still and Moving Lines of Silence in Families of Hyperbolas (1973–74), en què els tons d'interferència entre les ones sinusoidals creen oscil·lacions entre so i silenci; i Clocker (1978), que utilitza la biofeedback i la reverberació.

## Doctor honoris causa
Lucier va rebre un doctorat honoris causa en arts per la Universitat de Plymouth el 2007.

## Discografia
- Orchestra Works, CD 80755-2 de New World Records, 2013 (conté "Diamants per a 1, 2 o 3 orquestres", "Làmines", "Exploració de la casa")
- Almost New York, Pogus Productions CD P21057-2, 2011 (conté "Twonings", "Almost New York", "Broken Line", "Coda Variations")
- "Tramvia de plata per a l'orquestra", Nick Hennies, a Psalms Roeba, CD # 8, 2010
- Still and Moving Lines of Silence in Families of Hyperbolas, Nick Hennies, CD de disseny tranquil Alas011, 2010
- Still and Moving Lines of Silence in Families of Hyperbolas, 1-12, Lovely Music, Ltd. CD 1015, 2004
- Navegacions per a cordes; Petites ones, Mode Records, CD 124, 2003
- Still Lives, Lovely Music, Ltd. CD 5012, 2001 (conté "Música per a piano amb oscil·ladors d'ona pura d'escombratge lent", "A la catifa de fulles il·luminades per la lluna", "Vides quietes")
- " Music On A Long Thin Wire " [fragment] a OHM: The Early Gurus of Electronic Music, 2000. 3CD.
- Tema, Lovely Music, Ltd. CD 5011, 1999 (conté "Música per a piano amb cordes magnètiques", "Tema", "Música per a instruments de Gamelan, micròfons, amplificadors i altaveus")
- Panorama, Lovely Music, Ltd. CD 1012, 1997 (conté "Ombres de vent", "Música per a piano amb una o més bateries", "Música per a piano amb vaixells sonors amplificats", "Panorama")
- Fragments for Strings, Arditti String Quartet, Disques Montaigne, 1996
- Clocker, Lovely Music, Ltd. CD 1019, 1994
- "Self Portrait", a Upper Air Observation, Barbara Held, flauta travessera, Lovely Music, Ltd. CD 3031, 1992
- "Nothing is Real" a Hyper Beatles 2, Eastworld, 1991
- Crossings, Lovely Music, Ltd. CD 1018, 1990 (conté "In Memoriam Jon Higgins", "Septet per a tres vents, quatre cordes i oscil·lador d'ona pura", "Crossings")
- "Música per a ones alfa, percussió variada i relés codificats automatitzats", sobre paisatges imaginaris, Elektra / Nonesuch 79235-2, 1989
- Sferics, Lovely Music, Ltd. LP 1017, 1988
- Still and Moving Lines of Silence in Families of Hyperbolas, 5-8, Lovely Music, Ltd. LP 1016, 1985
- Still and Moving Lines of Silence in Families of Hyperbolas, 1-4, Lovely Music, Ltd. LP 1015, 1983
- Música per a intèrpret solista, Lovely Music, Ltd. LP 1014, 1982
- Estic assegut a una habitació, Lovely Music, Ltd. LP / CD 1013, 1981/90
- Música en un fil llarg i prim, Lovely Music, Ltd. LP / CD 1011, 1980/92
- Bird and Person Dyning / The Duke of York, Cramps, 1975
- "Vespres", en so electrònic, mainstream MS-5010, 1971
- " Estic assegut en una habitació ", al registre FONT # 3, 1970
- " North American Time Capsule ", a la sèrie Music of Our Time, CBS Odyssey Records, 1967

## Pel·lícules
- 1976 - Music With Roots in the Aether: Opera for Television. Tape 3: Alvin Lucier. Produced and directed by Robert Ashley. Nova York: Lovely Music.